# Mesoleius thuringiacus
Mesoleius thuringiacus là một loài tò vò trong họ Ichneumonidae.